# Läti (Vigala)
Läti – wieś w Estonii, w prowincji Rapla, w gminie Vigala.